# 283117 Bonn
283117 Bonn è un asteroide della fascia principale. Scoperto nel 2008, presenta un'orbita caratterizzata da un semiasse maggiore pari a 2,654333 UA e da un'eccentricità di 0,074804, inclinata di 18,048444° rispetto all'eclittica. Ha un diametro di 4,549 km e un'albedo di 0,034.
È dedicato alla città tedesca di Bonn.